# Duurzame 100
In 2009 publiceerde dagblad Trouw voor het eerst de Duurzame 100, een ranglijst van de honderd meest invloedrijke Nederlanders op het gebied van duurzame ontwikkeling. Deze ranglijst wordt sindsdien jaarlijks gepubliceerd en geldt als een gezaghebbende ranglijst voor 'groene denkers en doeners' in Nederland.

## Geschiedenis
In samenwerking met de (voormalige) omroep LLiNK publiceerde de krant in 2009 de eerste lijst. In dat jaar werd de eerste positie op de ranglijst gedeeld door Pieter Winsemius en Herman Wijffels.
Sinds 2012 hebben de "winnaars" van de Duurzame 100 het voorrecht om op 'Duurzame Dinsdag', de eerste dinsdag van september, in de Oude Zaal van de Tweede kamer de Duurzame Troonrede uit te spreken, hun visie op de actuele stad van zaken en de toekomst rond duurzaamheidsthema's. Het kabinet neemt op deze dag de Duurzame Dinsdag-koffer in ontvangst met duurzame ideeën en initiatieven uit alle hoeken van onze samenleving.
In 2019 wijzigde Trouw de redactionele formule van de ranglijst. Tot dan toe bestond de lijst uit prominenten: wetenschappers, politici en mensen uit het bedrijfsleven. Met ingang van 2019 richt de Duurzame 100 zich juist op 'initiatieven van onderop', ofwel van burgers. De eerste "gewone burger" die de toppositie op de ranglijst bereikte, was 'Zwerfinator' Dirk Groot.

## Duurzaamste Nederlanders
- 2009: Pieter Winsemius en Herman Wijffels, ex aequo
- 2010: Herman Wijffels[3]
- 2011: Marjan Minnesma[4]
- 2012: Marjan Minnesma[5]
- 2013: Marjan Minnesma[6]
- 2014: Bas Eickhout[7]
- 2015: Maurits Groen[8]
- 2016: Willem Ferwerda[9]
- 2017: Volkert Engelsman[10]
- 2018: Louise Vet[11]
- 2019: Dirk Groot[12]
- 2020: Jonge Klimaatbeweging[13]
- 2021: ABP Fossielvrij[14]
- 2022: Caring Farmers[15]
- 2023: Extinction Rebellion Nederland[16]